# Championnat du Pérou de football 1981
Navigation
Saison précédente Saison suivante
La saison 1981 du Championnat du Pérou de football est la cinquante-troisième édition du championnat de première division au Pérou. La compétition regroupe les seize meilleures équipes du pays et se déroule en deux phases.
La première prend la forme d'un tournoi organisé en quatre poules régionales (Nord, Centre, Sud et Metropolitano). Le premier de chacun des groupes de province dispute une poule finale qui qualifie les deux meilleurs face aux deux meilleures formations du groupe Metropolitano (composé des équipes de Lima et Callao) pour une phase finale à élimination directe. Le vainqueur de cette première phase dispute un barrage pré-Copa Libertadores face au deuxième de seconde phase.
La seconde phase est le Torneo Descentralizado à proprement parler, qui est disputé sous forme d'une poule unique où les seize équipes s'affrontent deux fois au cours de la saison. Le dernier est relégué et remplacé par le vainqueur de la Copa Perú.
C'est le FBC Melgar qui remporte la compétition après avoir terminé en tête du classement final, avec un seul point d'avance sur l'Universitario de Deportes et quatre sur un duo composé de l'Alianza Lima et d'Alfonso Ugarte. C'est le tout premier titre de champion du Pérou de l'histoire du club, qui devient la première équipe basée hors de la province de Lima à être sacrée.

## Les clubs participants
| - Alianza Lima - Sport Boys - Atlético Chalaco - Universitario de Deportes - Coronel Bolognesi - Club Centro Deportivo Municipal - Juan Aurich - FBC Melgar | - Alfonso Ugarte - Deportivo Junin - Atlético Torino - Sporting Cristal - León de Huánuco - Promu de Segunda División - Asociación Deportiva Tarma - Union Huaral - Colegio Nacional de Iquitos |

## Compétition
Le barème utilisé pour établir les différents classements est le suivant :
- Victoire : 2 points
- Match nul : 1 point
- Défaite, forfait ou abandon : 0 point

### Première phase

#### Groupe Nord
| Rang | Équipe                      | Pts | J | G | N | P | Bp | Bc | Diff |
| ---- | --------------------------- | --- | - | - | - | - | -- | -- | ---- |
| 1    | Juan Aurich                 | 5   | 4 | 2 | 1 | 1 | 4  | 4  | 0    |
| 2    | Atlético Torino             | 4   | 4 | 1 | 2 | 1 | 6  | 5  | +1   |
| 3    | Colegio Nacional de Iquitos | 3   | 4 | 1 | 1 | 2 | 3  | 4  | -1   |

|  | Qualification pour la poule provinciale |

- Pour une raison indéterminée, c'est l'Atlético Torino qui se qualifie pour la poule provinciale.

#### Groupe Centre
| Rang | Équipe                     | Pts | J | G | N | P | Bp | Bc | Diff |
| ---- | -------------------------- | --- | - | - | - | - | -- | -- | ---- |
| 1    | Asociación Deportiva Tarma | 9   | 6 | 4 | 1 | 1 | 13 | 7  | +6   |
| 2    | León de Huánuco            | 8   | 6 | 3 | 2 | 1 | 9  | 8  | +1   |
| 3    | Unión Huaral               | 4   | 6 | 1 | 2 | 3 | 7  | 9  | -2   |
| 4    | Deportivo Junín            | 3   | 6 | 1 | 1 | 4 | 5  | 10 | -5   |

|  | Qualification pour la poule provinciale |

#### Groupe Sud
| Rang | Équipe            | Pts | J | G | N | P | Bp | Bc | Diff |
| ---- | ----------------- | --- | - | - | - | - | -- | -- | ---- |
| 1    | FBC Melgar        | 5   | 4 | 2 | 1 | 1 | 8  | 6  | +2   |
| 2    | Coronel Bolognesi | 4   | 4 | 2 | 0 | 2 | 5  | 4  | +1   |
| 3    | Alfonso Ugarte    | 3   | 4 | 1 | 1 | 2 | 4  | 7  | -3   |

|  | Qualification pour la poule provinciale |

#### Groupe Metropolitano
Le barème utilisé pour établir le classement est différent du reste de la compétition. En cas de match nul, une séance de tirs au but est organisée pour départager les équipes :
- Victoire : 3 points
- Match nul et victoire aux tirs au but : 2 points
- Match nul et défaite aux tirs au but : 1 point
- Défaite : 0 point

| Rang | Équipe                          | Pts | J  | G | N   | P | Bp | Bc | Diff |
| ---- | ------------------------------- | --- | -- | - | --- | - | -- | -- | ---- |
| 1    | Alianza Lima                    | 20  | 10 | 6 | 1/0 | 3 | 13 | 10 | +3   |
| 2    | Universitario de Deportes       | 19  | 10 | 5 | 2/0 | 3 | 13 | 10 | +3   |
| 3    | Club Centro Deportivo Municipal | 18  | 10 | 6 | 0/1 | 3 | 13 | 8  | +5   |
| 4    | Sport Boys                      | 11  | 10 | 3 | 1/1 | 5 | 12 | 15 | -3   |
| 5    | Atlético Chalaco                | 9   | 10 | 3 | 0/1 | 6 | 8  | 12 | -4   |
| 6    | Sporting Cristal                | 8   | 10 | 2 | 1/2 | 5 | 10 | 14 | -4   |

|  | Qualification pour la phase finale |

- Pour une raison indéterminée, l'Alianza Lima ne se qualifie pas pour la phase finale.

#### Poule provinciale
| Rang | Équipe                     | Pts | J | G | N | P | Bp | Bc | Diff |
| ---- | -------------------------- | --- | - | - | - | - | -- | -- | ---- |
| 1    | FBC Melgar                 | 4   | 2 | 2 | 0 | 0 | 4  | 2  | +2   |
| 2    | Asociación Deportiva Tarma | 1   | 2 | 0 | 1 | 1 | 2  | 3  | -1   |
| 3    | Atlético Torino            | 1   | 2 | 0 | 1 | 1 | 2  | 3  | -1   |

|  | Qualification pour la phase finale |

#### Phase finale
Demi-finales :

| Équipe 1                        | Résultat | Équipe 2                   | Aller | Retour |
| ------------------------------- | -------- | -------------------------- | ----- | ------ |
| Club Centro Deportivo Municipal | 3 - 1    | Asociación Deportiva Tarma | 3 - 0 | 0 - 1  |
| Universitario de Deportes       | 2 - 1    | FBC Melgar                 | 2 - 0 | 0 - 1  |

Finale :

| Équipe 1                        | Résultat | Équipe 2                  | Aller | Retour | Appui |
| ------------------------------- | -------- | ------------------------- | ----- | ------ | ----- |
| Club Centro Deportivo Municipal | 2 - 1    | Universitario de Deportes | 0 - 0 | 1 - 1  | 1 - 0 |

- Le Club Centro Deportivo Municipal se qualifie pour le barrage pré-Copa Libertadores.

### Seconde phase
| Rang | Équipe                          | Pts | J  | G  | N  | P  | Bp | Bc | Diff |
| ---- | ------------------------------- | --- | -- | -- | -- | -- | -- | -- | ---- |
| 1    | FBC Melgar                      | 40  | 30 | 16 | 8  | 6  | 39 | 22 | +17  |
| 2    | Universitario de Deportes       | 39  | 30 | 16 | 7  | 7  | 48 | 30 | +18  |
| 3    | Alianza Lima                    | 36  | 30 | 16 | 4  | 10 | 51 | 33 | +18  |
| 4    | Alfonso Ugarte                  | 36  | 30 | 14 | 8  | 8  | 43 | 32 | +11  |
| 5    | León de Huánuco (P)             | 33  | 30 | 10 | 13 | 7  | 30 | 30 | 0    |
| 6    | Atlético Chalaco                | 32  | 30 | 10 | 12 | 8  | 38 | 30 | +8   |
| 7    | Sport Boys                      | 30  | 30 | 9  | 12 | 9  | 41 | 37 | +4   |
| 8    | Deportivo Junín                 | 28  | 30 | 11 | 6  | 13 | 39 | 45 | -6   |
| 9    | Sporting Cristal (T)            | 28  | 30 | 8  | 12 | 10 | 30 | 38 | -8   |
| 10   | Colegio Nacional de Iquitos     | 27  | 30 | 9  | 9  | 12 | 35 | 40 | -5   |
| 11   | Club Centro Deportivo Municipal | 27  | 30 | 8  | 11 | 11 | 33 | 41 | -8   |
| 12   | Coronel Bolognesi               | 26  | 30 | 10 | 6  | 14 | 29 | 35 | -6   |
| 13   | Juan Aurich                     | 26  | 30 | 6  | 14 | 10 | 21 | 33 | -12  |
| 14   | Asociación Deportiva Tarma      | 25  | 30 | 9  | 7  | 14 | 27 | 31 | -4   |
| 15   | Unión Huaral                    | 24  | 30 | 7  | 10 | 13 | 28 | 44 | -16  |
| 16   | Atlético Torino                 | 23  | 30 | 10 | 3  | 17 | 34 | 45 | -11  |

|  | Qualification pour la Copa Libertadores 1982          |
|  | Qualification pour le barrage pré-Copa Libertadores   |
|  | Participation à la poule de relégation                |
|  | (T) : Tenant du titre (P) : Promu de Segunda División |

### Barrage pré-Libertadores
| Équipe 1                        | Résultat | Équipe 2                  | Aller | Retour | Appui |
| ------------------------------- | -------- | ------------------------- | ----- | ------ | ----- |
| Club Centro Deportivo Municipal | 5 - 4    | Universitario de Deportes | 2 - 1 | 0 - 1  | 3 - 2 |

## Bilan de la saison
| Championnat du Pérou de football 1981 |                                 |
| Champion                              | FBC Melgar (1er titre)          |
| Qualifications continentales          |                                 |
| Copa Libertadores 1982                | FBC Melgar                      |
| Copa Libertadores 1982                | Club Centro Deportivo Municipal |
| Promotions et relégations             |                                 |
| Promus en Primera División            | Universidad Técnica             |
| Relégués en Segunda División          | Atlético Torino                 |